# Detlef Robitzsch
Detlef Robitzsch (* 13. Juni 1954) ist ein ehemaliger deutscher Fußballspieler. Von 1974 bis 1984 spielte der für den Halleschen FC Chemie (HFC) in der DDR-Oberliga, der höchsten Spielklasse im DDR-Fußball. Robitzsch ist mehrfacher Nachwuchsnationalspieler.

## Sportliche Laufbahn
Mit sieben Jahren wurde Detlef Robitzsch 1961 in die Kindermannschaft des SC Chemie Halle, dem Vorgänger des HFC, aufgenommen. Als Juniorenspieler des HFC wurde er 1970 in den Kader der DDR-Juniorennationalmannschaft aufgenommen und bestritt bis 1972 mit der Auswahl 32 Länderspiele, in denen er fünf Tore schoss.
In der Saison 1971/72 wurde Robitzsch beim HFC bereits im Männerbereich eingesetzt, wo mit der zweitklassigen DDR-Ligamannschaft HFC II zehn Punktspiele bestritt und dabei ein Tor erzielte. Eine Spielzeit später war er mit 16 Einsätzen bei 22 ausgetragenen Punktspielen bereits Stammspieler der 2. Mannschaft. Da die 1. Mannschaft nach dieser Saison aus der Oberliga abgestiegen war, wurde Robitzsch 1973/74 in deren Kader übernommen, und mit 22 Ligaspieleinsätzen sowie zwei Toren war er maßgeblich am sofortigen Wiederaufstieg beteiligt. Bis auf die Saison 1975/76 (nur vier Spiele) gehörte er bis 1980 zum Spielerstamm der HFC-Oberligamannschaft, in der er hauptsächlich als Mittelfeldspieler eingesetzt wurde. Zwischen 1974 und 1975 bestritt er sieben Länderspiele mit der DDR-Nachwuchsnationalmannschaft und erzielte dabei fünf Tore. 1977 wurde er in einem B-Länderspiel eingesetzt.
Im November 1980 trat Robitzsch seinen Wehrdienst in der Nationalen Volksarmee an, den er statt der üblichen 18 Monate auf drei Jahre ausdehnte. In dieser Zeit konnte er bei der Armeesportgemeinschaft Vorwärts Dessau in der DDR-Ligamannschaft weiter Fußball spielen. Von den in diesem Zeitraum ausgetragenen 66 Punktspielen bestritt er 51 Partien, in denen er elf Treffer erzielte.
Nachdem er im Oktober 1983 aus der Armee ausgeschieden war, kehrte Robitzsch Anfang 1984 zum HFC zurück, wo er ab Februar wieder in der Oberligamannschaft eingesetzt wurde und bis zum Saisonende achtmal auf seiner Stammposition im Mittelfeld spielte. Anschließend standen die Hallenser erneut als Absteiger fest. Robitzsch wurde zwar noch für das DDR-Liga-Aufgebot nominiert, musste aber aufgrund einer schweren Muskelverletzung seine Fußballerlaufbahn beenden. In seinen neun Oberligaspielzeiten hatte er 140 Punktspiele bestritten und sieben Tore erzielt.
Anschließend wurde Robitzsch vom Management des HFC übernommen, wo er zunächst in der Finanzabteilung tätig war und später Geschäftsstellenleiter wurde.